# Андре-Луї Данжон
Андре-Луї Данжон (фр. André-Louis Danjon; 6 квітня 1890 — 21 квітня 1967) — французький астроном, член Паризької АН (1948).
Родився в Кані (Нормандія). Закінчив Вищу нормальну школу в Парижі. Учасник першої світової війни, в результаті поранення втратив око. Після війни працював у Страсбурзькій обсерваторії (з 1930 — директор), викладав у Страсбурзькому університеті, з 1945-директор Паризької обсерваторії, з 1954 — також директор Інституту астрофізики в Парижі; викладав в Паризькому університеті (професор астрономії цього університету).
Основні дослідження відносяться до практичної астрономії. Створив ряд приладів для астрофотометріі (зокрема, фотометр «котяче око») і інтерферометри. Вивчав з їхньою допомогою змінні зорі, визначав альбедо і фазові криві Меркурія, Венери і Землі (в останньому випадку шляхом вимірювання попелястого світла Місяця). Виконав численні вимірювання подвійних зірок, діаметрів планет та їхніх супутників. Показав, що за допомогою інтерферометрів можна вивчати атмосферну турбулентність, і знайшов залежність між турбулентністю, якістю зображення і роздільною здатністю телескопа. Заснований на цій залежності метод оцінки якості зображень (метод Данжона — Кудера) широко використовується при дослідженнях астроклімата. Великого поширення в астрономічних обсерваторіях отримала призмова астролябія Данжона — інструмент для визначення довготи (часу) і широти місця, За допомогою цього приладу з великою точністю визначається момент, коли зірка опиняється на зенітній відстані 30. Астролябія Данжона забезпечена безособовим мікрометром, що дозволяє автоматично утримувати зображення зірки на хресті ниток візирного пристрою. За допомогою астролябії Данжона були проведені великі ряди спостережень за визначенням широти і часу в Паризькій та інших обсерваторіях. Перший примірник її був побудований в Паризькій обсерваторії в 1953.
Великі заслуги Данжона у розвитку астрономії у Франції. У Паризькій обсерваторії спільно з Б. Ґіно займався всесторонньою розробкою методу рівних висот. Розробив проект і очолив будівництво обсерваторії у Французьких Альпах (Верхній Прованс), керував створенням для неї 193-сантиметрового рефлектора. За його ініціативою в 1933 в Страсбурзі був організований перший французький інститут астрофізики. Реконструював і розширив Медонську обсерваторію і сприяв створенню радіоастрономічної обсерваторії в Нансі (обидві входять до складу Паризької обсерваторії). У 1960 в Бюро довгот заснував дослідний центр з фундаментальної астрономії і небесної механіки.
Автор (спільно з А. Ж. Кудером) книги «Підзорні труби і телескопи» (1935).
Член Бюро довгот в Парижі (1948), Королівського наукового товариства в Льєжі, Міжнародної академії астронавтики, президент Міжнародного астрономічного союзу (1955—1958), двічі був президентом Французького астрономічного товариства.
Премії ім. А. А. Беккереля (1925), ім. П. Гусмана (1935) та ім. А. де Парвіля (1938) Паризької АН, Золота медаль Лондонського королівського астрономічного товариства (1958), Золота медаль Національного центру наукових досліджень (Франція, 1960).
На його честь названо астероїд 1594 Данжон.